# کارت زرد مجلس شورای اسلامی

کارت زرد

کارت زرد مجلس شورای اسلامی معروف به کارت زرد مجلس یا اخطار، به قانع نشدن نمایندگان مجلس شورای اسلامی از توضیحات وزیر در حین بررسی سؤال در صحن و رأی به وارد بودن سؤال نمایندهٔ سؤال‌کننده گویند که از آن با قید کارت زرد یا اخطار نام می‌برند و به خودی خود نمی‌تواند عاملی برای استیضاح وزیر باشد.
تعدد کارت زردها به یک وزیر موجب استیضاح وی نمی‌شود و الزامی برای استیضاح وزیر به وجود نمی‌آورد بلکه زمینه‌ساز استیضاح است، تنها زمانی طرح استیضاح به جریان می‌افتد که با امضای حداقل ۱۰ نماینده تحویل هیئت رئیسه مجلس شود.
با این حال عده‌ای از نمایندگان معتقدند در صورتی که کارت زردها به عدد سه برسد وزیر استیضاح خواهد شد.
عده‌ای دیگر نیز معتقدند کارت زرد اصطلاحی است که بین نمایندگان مجلس و وزرا رایج شده‌است وگرنه در آیین‌نامه داخلی مجلس چنین عنوان و اصطلاحی وجود ندارد.
این اصطلاح اولین‌بار از سوی برخی نمایندگان در مجلس هشتم، طی بازنگری قانون آیین‌نامه داخلی مجلس و به منظور تقویت بعد نظارتی مجلس، رایج شد.

## فرایند ایجاد کارت زرد مجلس
تا قبل از مجلس هشتم، اگر نماینده‌ای سؤالی از یکی از وزرای دولت داشت، در صورت قانع نشدن در کمیسیون‌های تخصصی، موضوع در صحن مجلس مطرح می‌شد و وزیر به سؤال نماینده پاسخ می‌داد و مجلس در یک رأی‌گیری اعلام می‌کرد که آیا از توضیحات وزیر قانع شده‌است یا نه.
اما زمان اصلاح آیین نامهٔ مجلس، نمایندگان مجلس به منظور تقویت بعد نظارتی خود بر دولت وقت (دولت اول احمدی‌نژاد) بودند، مقرر کردند تا پس از سؤال وزیر، موضوعِ سؤال به رأی نمایندگان گذاشته شود و کل مجلس دربارهٔ وارد بودن یا نبودن سؤال اظهار نظر کند (نه پاسخ وزیر).

### آیین‌نامهٔ داخلی مجلس دربارهٔ استیضاح
با این تغییرات هرگاه در هر دوره مجلس سه بار با رأی اکثریت نمایندگان حاضر سوالات نمایندگان از هر وزیر وارد تشخیص داده شود طرح استیضاح وزیر در صورت رعایت مفاد اصل ۸۸ قانون اساسی و آیین‌نامه داخلی مجلس در دستور کار مجلس قرار می‌گیرد.
اصل ۸۹ قانون اساسی، روش معین و روشنی دربارهٔ نحوه استیضاح وزرا دارد و به صراحت آورده‌است که نمایندگان مجلس می‌توانند در مواردی که لازم می‌دانند وزیر یا هیئت وزرا را استیضاح کنند؛ استیضاح زمانی در مجلس قابل طرح است که به امضای حداقل ۱۰ نفر از نمایندگان مجلس تحویل هیئت رئیسه مجلس شود.

### آیین‌نامهٔ داخلی مجلس دربارهٔ کارت زرد
همین صراحت قانونی سبب شد که مصوبه اولیه مجلس هشتم دربارهٔ فرجام سوالات نمایندگان از وزرا به استیضاح آنان ختم نشود و شورای نگهبان قانون اساسی با استناد به همین اصل ۸۹ قانون اساسی که سازوکار استیضاح وزرا را روشن کرده‌است، مصوبه را به مجلس بازگرداند تا نمایندگان مجلس با قید عبارت «می‌تواند» اشکال وارده را رفع کنند.
از این رو، قانع نشدن نمایندگان از توضیحات وزیر در حین بررسی سؤال در صحن و رأی به وارد بودن سؤال نماینده به خودی خود نمی‌تواند عاملی برای استیضاح وزیر باشد که از آن با قید کارت زرد یا اخطار نام می‌برند.

## ابهامات و اشکالات کارت زرد مجلس
- به گفتهٔ محمدرضا میرتاج الدینی، نماینده سابق مجلس و معاون پارلمانی رئیس‌جمهوری در دولت دوم احمدی‌نژاد مبنی بر قانونی نبودن عنوان کارت:

طبق آیین‌نامه داخلی مجلس، در صورت قانع نشدن نماینده سؤال کننده از اظهارات وزیر، رئیس جلسه نظر مجلس را در مورد وارد بودن سؤال اخذ می‌کند. در صورتی که اکثر نمایندگان حاضر، نظر به وارد بودن سؤال نماینده یا نمایندگان بدهند، رئیس مجلس موظف است موضوع را به رئیس‌جمهوری جهت رسیدگی ارجاع دهد.

گاهی اوقات پس از رای‌گیری آرای موافقان بیشتر از آرای مخالفان می‌شود ولی باز هم اعلام می‌شود که نمایندگان از پاسخ وزیر قانع نشدند در حالی که این سؤال نماینده است که باید رأیِ نصف بعلاوه یک را کسب کند نه پاسخ وزیر.
بر این اساس اگر در جریان بررسی سؤال از وزیری، نصف به علاوه یک رأی موافق کسب شود یعنی این که نمایندگان مجلس سؤال نماینده را وارد ندانستند و نباید به اصطلاح کارت زردی به وزیر تعلق گیرد.
یکی از ابهامات موجود در زمینه رای‌گیری دربارهٔ سؤال از وزرا این است که آیا «وارد بودن سؤال نماینده» به رأی گذاشته شده‌است یا «پاسخ وزیر» زیرا این دو موضوع تفاوت بسیاری دارد و نیاز به رفع ابهام از سوی مجلس است.
- طبق گفتهٔ عزت‌الله یوسفیان ملا، رئیس کمیسیون آیین‌نامه داخلی مجلس:

اکنون در زمان رای‌گیری دربارهٔ سؤال از وزرا برخی نمایندگان تصور می‌کنند که بحث قانع شدن از توضیحات وزیر مطرح است در حالی که طبق آیین‌نامه، سؤال نماینده به رای گذاشته می‌شود که همین ابهام، اشکالاتی را در رای‌گیری‌ها بوجود آورده‌است.

کارت زرد اصلاً در آیین‌نامه و قانون وجود ندارد و حتی اگر سه بار وزیر نتوانست مجلس را قانع کند، باز هم نمی‌توان بر مبنای آن وزیر را استیضاح کرد بلکه باید روال قانون اساسی در استیضاح وزرا رعایت شود.
- عبدالرضا مصری، سخنگوی هیئت رئیسه مجلس نیز در این باره گفته:

«کارت زرد» اصطلاحی است که بین نمایندگان مجلس و وزرا رایج شده‌است وگرنه در آیین‌نامه داخلی مجلس چنین عنوان و اصطلاحی وجود ندارد.

### یک نمونه از اشکالات کارت زرد در مجلس نهم
در جریان رأی‌گیری دربارهٔ سؤال حمید رسایی از علی جنتی، وزیر فرهنگ و ارشاد اسلامی مشکلی قانونی پیش آمد زیرا از ۲۲۴ نماینده حاضر در صحن علنی ۱۰۵ رأی موافق اخذ شد در حالی که برای اعلام وارد بودن سؤال نماینده از وزیر، حداقل ۱۱۳ نماینده باید نظر موافق می‌دادند اما در نهایت اعلام شد که مجلس پاسخ وزیر را قانع‌کننده ندانسته‌است.

## کارت زردهای دولت دهم
از بین وزرای دولت دهم، مسعود میرکاظمی (وزیر سابق نفت)، حمید بهبهانی (وزیر سابق راه و ترابری)، صادق محصولی (وزیر سابق رفاه و تأمین اجتماعی)، مهدی غضنفری (وزیر سابق بازرگانی)، منوچهر متکی (وزیر سابق امور خارجه)، سید محمد حسینی (وزیر سابق فرهنگ و ارشاد اسلامی)، مجید نامجو مطلق (وزیر سابق نیرو)، سید شمس‌الدین حسینی (وزیر سابق امور اقتصادی و دارایی) از افرادی بودند که از مجلس کارت زرد دریافت کردند.

## کارت زردهای دولت روحانی (یازدهم و دوازدهم)
این قسمت نیاز به به‌روز رسانی دارد.
تا کنون ده وزیر در دولت یازدهم از مجلس نهم کارت زرد دریافت کرده‌اند که از بین آنان رضا فرجی‌دانا در ۲۹ مرداد ۱۳۹۳ استیضاح شد، همچنین، علی جنتی، علی ربیعی و محمدجواد ظریف دو بار از مجلس کارت زرد گرفته‌اند و علی طیب‌نیا، وزیر امور اقتصادی و دارایی و محمدرضا نعمت‌زاده، وزیر صنعت، معدن و تجارت نیز سه بار کارت زرد گرفته‌اند. علی‌اصغر فانی، وزیر آموزش و پرورش دولت یازدهم نیز با دریافت چهار کارت زرد از نهمین دوره مجلس شورای اسلامی از این لحاظ رکورددار است. اسامی آن‌ها به ترتیب زیر است:
| شماره | نام وزیر             | وزارت‌خانه                      | نمایندهٔ سؤال‌کننده                                                                              | تاریخ            | نمایندگان حاضر در مجلس | آرای موافق | آرای مخالف | آرای ممتنع | علت دریافت کارت زرد |
| ----- | -------------------- | ------------------------------ | ---------------------------------------------------------------------------------------------- | ---------------- | ---------------------- | ---------- | ---------- | ---------- | --- |
| ۱     | علی طیب‌نیا           | وزیر امور اقتصادی و دارایی     | قاسم جعفری                                                                                     | ۱۷ آذر ۱۳۹۲      | ۲۱۷                    | ۸۲         | ۱۰۱        | ۱۰         | اظهارات ولی‌الله سیف، رئیس کل بانک مرکزی در خصوص تعیین نرخ کف بازار برای دلار |
| ۲     | رضا فرجی دانا        | وزیر علوم، تحقیقات و فناوری    | ۲۳ نماینده                                                                                     | ۸ دی ۱۳۹۲        | ۲۴۰                    | ۷۳         | ۱۴۹        | ۱۰         | انتصاب جعفر توفیقی و جعفر میلی‌منفرد |
| ۳     | علی جنتی             | وزیر فرهنگ و ارشاد             | حمید رسایی                                                                                     | ۱۷ دی ۱۳۹۲       | ۲۲۴                    | ۱۰۵        | ۹۷         | ۱۸         | تسامح و تساهل در برابر توهین به مقدسات و ترویج اباهه‌گری با پرداختن به موضوعات محل اختلاف و غیرضروری                                                                                    |
| ۴     | علی اصغر فانی        | وزیر آموزش و پرورش             | ۱۵ نماینده                                                                                     | ۳۱ فروردین ۱۳۹۳  | ۲۰۲                    | ۷۱         | ۱۱۵        | ۱۱         | به‌کارگیری افرادی که در سن بازنشستگی قرار دارند |
| ۵     | عبدالرضا رحمانی‌فضلی  | وزیر کشور                      | علی مطهری                                                                                      | ۳ تیر ۱۳۹۳       | ۲۱۸                    | ۶۴         | ۱۳۵        | ۱۵         | بی‌تفاوتی نسبت به پدیده بانوان ساپورت‌پوش |
| ۶     | محمدرضا نعمت‌زاده     | وزیر صنعت، معدن و تجارت        | حسن کامران دستجردی                                                                             | ۲۴ تیر ۱۳۹۳      | ۲۳۷                    | ۱۱۱        | ۱۰۱        | ۱۴         | عدم پرداخت مستمری بازنشستگان صنعت فولاد |
| ۷     | علی ربیعی            | وزیر کار و امور اجتماعی        | محمدرضا پورابراهیمی داورانی                                                                    | ۴ آذر ۱۳۹۳       | ۲۱۹                    | ۹۸         | ۹۵         | ۱۱         | ملاک در انتخاب و انتصاب مدیران صندوق‌های زیر مجموعه وزارت تعاون یعنی صندوق بازنشستگی کشوری و تأمین اجتماعی چیست؟                                                                        |
| ۸     | محمدرضا نعمت‌زاده     | وزیر صنعت، معدن و تجارت        | سید ناصر موسوی لارگانی و زهره طبیب‌زاده نوری                                                    | ۹ دی ۱۳۹۳        | ۲۱۹                    | ۱۰۲        | ۸۷         | ۱۵         | واردات بی ضابطه کالاهای اساسی و صدور مجوز واردات کالاهای دور و همچنین واردات بی‌رویه برنج و خودروی سواری لوکس.                                                                          |
| ۹     | علی‌اصغر فانی         | وزیر آموزش و پرورش             | نادر قاضی‌پور                                                                                   | ۷ بهمن ۱۳۹۳      | ۲۱۵                    | ۷۴         | ۱۱۴        | ۱۴         | سؤال در مورد تعیین تکلیف معلمان پیش‌دبستانی و شرکتی، برگزاری آزمون استخدامی و مطالبات فرهنگیان.                                                                                         |
| ۱۰    | علی طیب‌نیا           | وزیر امور اقتصادی و دارایی     | حمید رسایی                                                                                     | ۱۴ بهمن ۱۳۹۳     | ۲۱۲                    | ۱۰۳        | ۹۱         | ۳          | عملکرد وزارت اقتصاد و دارایی و بررسی وعده‌های داده شده در خصوص حمایت از بازار بورس و بسته حمایتی برای جبران خسارت وارده به سرمایه‌گذاران.                                                |
| ۱۱    | محمود واعظی          | وزیر ارتباطات و فناوری اطلاعات | نصرالله پژمان‌فر، مرتضی آقاتهرانی                                                               | ۲۵ فروردین ۱۳۹۴  | ۱۹۵                    | ۷۰         | ۹۹         | ۱۱         | توسعه شبکه و پهنای باند اینترنت توسط وزارت ارتباطات بدون پیوست فرهنگی و قبل از راه‌اندازی شبکه ملی اطلاعات و بی‌توجهی به ظرفیت داخلی.                                                    |
| ۱۲    | علی جنتی             | وزیر فرهنگ و ارشاد اسلامی      | حسین طلا، مسعود میرکاظمی، سلیمانی، مرتضی آقاتهرانی، مهرداد بذرپاش، بیژن نوباوه و سید علی طاهری | ۱۹ خرداد ۱۳۹۴    | ۲۰۴                    | ۸۴         | ۱۱۶        | ۴          | محدودیت مطبوعات در انتشار اخبار مربوط به کرسنت. |
| ۱۳    | علی طیب‌نیا           | وزیر امور اقتصادی و دارایی     | مهرداد بذرپاش                                                                                  | ۱۸ مرداد ۱۳۹۴    | ۲۱۱                    | ۸۰         | ۱۰۵        | ۱۰         | مالیات اصناف. |
| ۱۴    | علی ربیعی            | وزیر کار و امور اجتماعی        | فاطمه آلیا                                                                                     | ۳۱ شهریور ۱۳۹۴   | ۱۹۷                    | ۹۴         | ۷۸         | ۸          | عدم اجرای قانون جامعه حمایت از حقوق معلولان و بی‌توجهی به مشکلات اساسی آن‌ها و استفاده از سازمان بهزیستی به عنوان حیاط خلوت هزینه‌ها و برنامه‌های تبلیغاتی                                 |
| ۱۵    | محمود گودرزی         | وزیر ورزش و جوانان             | احمد شوهانی                                                                                    | ۷ مهر ۱۳۹۴       | ۱۸۲                    | ۹۴         | ۷۶         | ۱۲         | گسترش فساد و بداخلاقی در ورزش، غفلت از مسائل اساسی جوانان، دخالت در امور فدراسیون‌ها و هیئت‌های ورزشی و بی‌توجهی به شایسته‌سالاری در انتصابات                                              |
| ۱۶    | محمدرضا نعمت‌زاده     | وزیر صنعت، معدن و تجارت        | حمید رسایی                                                                                     | ۱۶ آذر ۱۳۹۴      | ۱۸۹                    | ۷۳         | ۱۰۶        | ۱۰         | عضویت همزمان وزیر صنعت در هیئت مدیره شانزده شرکت خصوصی |
| ۱۷    | علی اصغر فانی        | وزیر آموزش و پرورش             | سید مهدی موسوی‌نژاد                                                                             | ۳۰ آذر ۱۳۹۴      | ۱۹۴                    | ۷۸         | ۸۳         | ۸          | استفاده از نیروهای ناکارآمد و بازنشسته در آموزش و پرورش و عدم توجه به منابع انسانی و فرهنگیان از لحاظ بیمه سلامت، حقوق و سایر مزایا و تعطیلی مدارس راهنمایی در روستاها و بعضی از شهرها |
| ۱۸    | علی اصغر فانی        | وزیر آموزش و پرورش             | حلیمه عالی                                                                                     | ۲۸ دی ۱۳۹۴       | ۲۰۰                    | ۶۱         | ۹۹         | ۱۱         | مدیریت ضعیف مدیران کل آموزش و پرورش فانی را به سیاسی کاری در انتصابات به جای شایسته سالاری                                                                                             |
| ۱۹    | محمود حجتی           | وزیر جهاد کشاورزی              | نادر قاضی پور                                                                                  | ۱۳ مهر ۱۳۹۵      | ۲۳۹                    | ۵۹         | ۱۴۳        | ۸          | عدم کنترل قیمت بازار شکر و تعطیلی کارخانجات و واردات شکر به زیان کارخانجات تولیدکننده                                                                                                  |
| ۲۰    | عبدالرضا رحمانی فضلی | وزیر کشور                      | مصطفی کواکبیان                                                                                 | ۲۵ آبان ۱۳۹۵     | ۲۰۳                    | ۶۳         | ۱۱۴        | ۲          | عدم پیگیری جدی مشکلات سهامداران پدیده شاندیز |
| ۲۱    | عبدالرضا رحمانی فضلی | وزیر کشور                      | اصغر سلیمی                                                                                     | ۱۱ مهر ۱۳۹۶      | ۲۱۹                    | ۸۱         | ۱۱۵        | ۴          | ضعف نظارت وزارت کشور بر عملکرد شوراهای شهر و روستاها و همچنین تقسیم استان سیستان و بلوچستان به چند استان                                                                               |
| ۲۲    | علی ربیعی            | وزیر کار و امور اجتماعی        | حسینعلی حاجی دلیگانی                                                                           | ۱۲ مهر ۱۳۹۶      | ۲۱۳                    | ۶۴         | ۱۲۶        | ۸          | ضعف نظارت وزارت کشور بر عملکرد شوراهای شهر و روستاها و همچنین تقسیم استان سیستان و بلوچستان به چند استان                                                                               |
| ۲۳    | بیژن نامدار زنگنه    | وزیر نفت                       | حسینعلی حاجی دلیگانی                                                                           | ۲۱ آذر ۱۳۹۶      | ۲۱۱                    | ۸۰         | ۱۰۶        | ۶          | طرح برندینگ جایگاه سوخت |
| ۲۴    | مسعود کرباسیان       | وزیر امور اقتصادی و دارایی     | امیر خجسته                                                                                     | ۲ اردیبهشت ۱۳۹۷  | ۱۹۷                    | ۴۸         | ۱۰۹        | ۸          | التهابات بازار ارز و چرایی دخالت بانک‌ها و موسسات مالی و اعتباری در بازار مسکن |
| ۲۵    | سید عباس صالحی       | وزیر فرهنگ و ارشاد             | علی مطهری                                                                                      | ۲۶ اردیبهشت ۱۳۹۷ | ۱۹۷                    | ۴۷         | ۱۱۷        | ۳          | چرایی سهل‌انگاری در اجرای قانون منع استفاده از کلمات بیگانه در صحن علنی خانه ملت |
| ۲۶    | مسعود کرباسیان       | وزیر امور اقتصادی و دارایی     | خدیجه ربیعی فرادنبه                                                                            | ۱۴ مرداد ۱۳۹۷    | ۲۰۰                    | ۵۲         | ۱۰۶        | ۸          | عدم راه اندازی پروژه طرح جامع مالیاتی در ۱۱ سال گذشته |
| ۲۷    | سید محمد بطحایی      | وزیر آموزش و پرورش             | فاطمه ذوالقدر                                                                                  | ۲۴ اردیبهشت ۱۳۹۸ | ۲۰۹                    | ۸۳         | ۱۱۴        | ۰          | رشد بی‌رویه آموزشگاه‌های علمی آزاد و کتاب‌های کمک آموزشی |
| ۲۸    | محمدجواد آذری جهرمی  | وزیر ارتباطات و فناوری اطلاعات | محمود نگهبان سلامی                                                                             | ۲۷ خرداد ۱۳۹۸    | ۱۹۶                    | ۸۳         | ۸۳         | ۷          | عدم تحقق موارد مندرج در بند ط ماده ۳ قانون وظایف و اختیارات وزارت ارتباطات و فناوری اطلاعات مبنی بر ضرورت راه اندازی دولت الکترونیک                                                    |
| ۲۹    | علیرضا آوایی         | وزیر دادگستری                  | حسن کامران                                                                                     | ۷ مرداد ۱۳۹۸     | ۱۹۴                    | ۷۷         | ۵۱         | ۵          | عدم اجرای ماده ۱۷۴ قانون آئین دادرسی مدنی و انحصار آگهی‌ها در روزنامه حمایت و بیکاری ۲ هزار نفر                                                                                         |
| ۳۰    | فرهاد دژپسند         | وزیر امور اقتصادی و دارایی     | منصور مرادی                                                                                    | ۱۱ شهریور ۱۳۹۸   | ۲۰۸                    | ۶۶         | ۱۱۰        | ۱۳         | عدم اطلاع‌رسانی قبلی به مشتریان بانک با سامانه ارسال پیامک و برداشت کارمزد بدون اجازه                                                                                                   |
| ۳۱    | محمود حجتی           | وزیر جهاد کشاورزی              | احمد مرادی                                                                                     | ۱۴ آبان ۱۳۹۸     | ۱۹۴                    | ۴۰         | ۱۱۹        | ۳          | اعطای مجوز صید به صورت صنعتی به کشتی‌هایی با مالکیت چین در آب‌های خلیج فارس در عمان |
| ۳۲    | منصور غلامی          | وزیر علوم، تحقیقات و فناوری    | پروانه سلحشوری                                                                                 | ۲ دی ۱۳۹۸        | ۱۹۶                    | ۷۷         | ۸۲         | ۳          | تبعیض در جذب فارغ‌التحصیلان زن به عنوان هیئت علمی |
| ۳۳    | منصور غلامی          | وزیر علوم، تحقیقات و فناوری    | حسین مقصودی                                                                                    | ۲ دی ۱۳۹۸        | ۲۰۱                    | ۹۷         | ۷۹         | ۳          | انتصاب رئیس و معاونان مرد برای دانشگاه‌های دخترانه |
| ۳۴    | بیژن نامدار زنگنه    | وزیر نفت                       | ابراهیم رضایی                                                                                  | ۹ مهر ۱۳۹۹       | ۲۴۱                    | ۸۲         | ۱۲۹        | ۹          | عدم بهره‌برداری از فاز ۱۴ پارس جنوبی (عدم توسعه آن) |
| ۳۵    | فرهاد دژپسند         | وزیر اقتصاد و دارایی           | احمد نادری                                                                                     | ۹ دی ۱۳۹۹        | ۲۵۲                    | ۶۱         | ۱۷۳        | ۱۱         | استنکاف وزارت اقتصاد در خصوص خلع ید از مالک فاقد اهلیت شرکت هفت تپه |
| ۳۶    | محمدجواد ظریف        | وزارت امور خارجه               | جواد کریمی قدوسی و فرهاد بشیری                                                                 | ۳۰ دی ۱۳۹۹       | ۲۵۹                    | ۹۰         | ۱۳۸        | ۱۲         | تلاش برای مذاکره با آمریکا پس از ترور سردار سلیمانی و ضعف در دیپلماسی اقتصادی |
| ۳۶    | فرهاد دژپسند         | وزیر امور اقتصادی و دارایی     | روح‌الله نجابت                                                                                  | ۳۱ فروردین ۱۴۰۰  | ۲۳۹                    | ۱۱۱        | ۸۱         | ۴          | علت عدم اجرای ماده ۷ قانون اجرای سیاست‌های کلی اصل ۴۴ قانون اساسی مبنی بر لزوم شفافیت و تسهیل شرایط صدور مجوزهای کسب و کار                                                              |